# 逃走のレクイエム
『逃走のレクイエム』（ 西：Plata quemada、英：Burnt Money　）は、2000年に製作されたアルゼンチンの映画。
日本では、2001年第10回東京国際レズビアン&ゲイ映画祭(7月22日)にて上映された。
また2004年第1回スペイン・ラテンアメリカ映画祭(9月23日、25日)で、『炎のレクイエム』という邦題で上映された。

## キャスト
- アンヒル：エドゥアルド・ノリエガ
- ネネ：レオナルド・スバラグリア
- ヴィヴィ：ドロレス・フォンシ（スペイン語版）